# Wallace Harrison
Wallace Kirkman Harrison (Worcester, Massachusetts, 28. rujna 1895. - New York City, New York, SAD 2. prosinca 1981. je bio međunarodno priznati američki arhitekt, koji je bio autor velikog broja značajnih građevina u New Yorku.
Bio je dugogodišnji arhitektonski savjetnik Nelsona Rockefellera i drugih članova obitelji Rockefeller, nakon što je krajem 1920-ih godina sudjelovao u projektiranju Rockefeller Centra na Manhattanu. 1950-ih i 1960-ih je autor više važnih građevina u Lincoln Sqauare Centeru na Manhattanu tu je glavni investitor bio John D. Rockefeller III.), uključujući novu zgradu Metropolitanske opere (MET).
Od 1947. do 1951. god. bio je na čelu međunarodne grupe arhitekata koja je projektirala sjedište Ujedinjenih naroda na Manhattanu.

### Kronološki popis poznatijih djela
- Rockefeller Center, član arhitektonskog tima, 1931. – 1971.,
- The Rockefeller Apartments, uz Park skupltura Muzeja moderne umjetnosti u New Yorku, 1936.,
- Trylon and Perisphere za Svjetski sajam u New Yorku 1939.,
- 10 Rockefeller Plaza dio Rockefeller Centra, 1939.,
- The Clinton Hill Co-ops, Brooklyn, New York, 1941. – 1943.,
- Voditelj Odbora za dizajn sjedišta Ujedinjenih naroda, 1947. – 1952.
- The Corning Museum of Glass, Corning, New York, 1951.,
- Sophronia Brooks Hall Auditorium, Oberlin, Ohio, 1953.,
- The First Presbyterian Church ("The Fish Church"), Stamford, Connecticut, 1958.,
- 1271 Avenue of the Americas u Rockefeller Centru, New York, 1959.,
- The Nelson A. Rockefeller Empire State Plaza, Albany, New York, (zadnji veliki projekt W. Harrisona), 1959. – 1976.,
- Hopkins Center for the Arts, Dartmouth College, 1962.,
- Erieview Tower, Cleveland, Ohio, 1963.,
- The New York Hall of Science za Svjetski sajam u New Yorku 1964.,
- Air traffic control tower, LaGuardia Airport, 1964.,
- Metropolitan Opera House (Lincoln Center), New York, 1961. – 1966.,
- prostorni plan za Battery Park City, New York City, 1966.,
- 1221 Avenue of the Americas u Rockefeller Centru, 1969.,
- 1251 Avenue of the Americas u Rockefeller Centru, 1971.,
- The National City Tower, Louisville, Kentucky, 1972.,
- Jasna Polana Mansion, Princeton, New Jersey, about 1975.

- Metropolitan Opera House, New York City
- David H. Koch Theater at Lincoln Center, sjedište New York City Balleta
- Perisfera, izložbeni prostor na Svjetskom sajmu u New Yorku 1939. godine
- Poštanska marka s prikazom strukture "Trylon and Perisphere", koju je W. K. Harrison projektirao za Svjetski sajam u New Yorku 1939. godine
- Unutrašnjost Prve prezbiterijanske ckrve, Stamford, Connecticut, 1958.,
- Donji katovi 1251. Avenue of the Americas, Rockefeller Center,

## Vanjske poveznice
- Morphosis.com, službene stranice (engl.)
- American Maverick Wins Pritzker Prize New York Times, March 21, 2005 (engl.)